# Isabelle Falque-Pierrotin

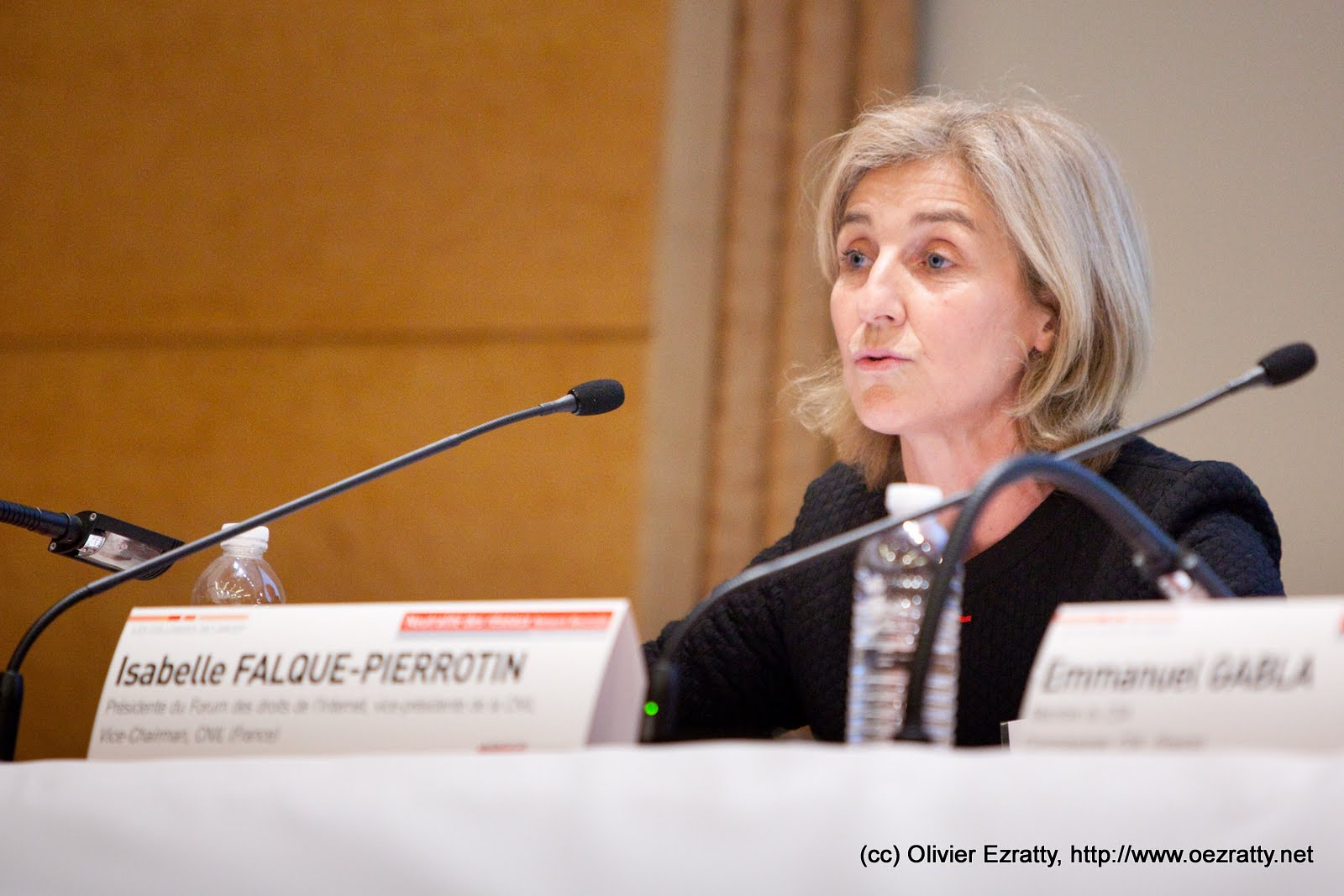
Isabelle Falque-Pierrotin

Isabelle Falque-Pierrotin (* 21. Januar 1960 in Le Creusot, Département Saône-et-Loire, Frankreich als Isabelle Boulin) ist Mitglied des französischen Staatsrates und Präsidentin der französischen Datenschutzbehörde.

## Leben
Falque-Pierrotin errang verschiedene Diplome, so bei der École des hautes études commerciales de Paris (HEC), der École nationale d’administration (ENA) und beim Institut Multi-médias. 1986 wurde sie in den Conseil d’État, der auch das oberste Verwaltungsgericht des Landes ist, berufen. Sie war in den Jahren von 1991 bis 1993 Direktorin im Vorstand des französischen Computerherstellers Bull.
Von 1993 bis 1995 war Falque-Pierrotin stellvertretende Direktorin im Ministerium für Kultur und Kommunikation unter Minister Jacques Toubon. 1996 bis 1997 arbeitete sie bei der OECD, der Organisation für wirtschaftliche Zusammenarbeit und Entwicklung, als Expertin für die Entwicklung einer internationalen Zusammenarbeit über das Internet. Seit 1998 ist sie Berichterstatterin in der Abteilung Berichte und Studien des Staatsrats und war verantwortlich für die Koordination des im selben Jahr vom Staatsrat veröffentlichten Berichts über das Internet und die Digitalen Netze. 
Im Jahre 2000 wurde Falque-Pierrotin beauftragt, das von Lionel Jospin initiierte Forum der Rechte im Internet, das Forum des droits sur l’internet, zu gründen und wurde Generalbevollmächtigte und im Mai 2001 bis 2010 die Präsidentin des Beratergremiums des Forums. 
Seit Mai 2007 ist Falque-Pierrotin Mitglied des Rates für das Geistige Eigentum an Literatur und Kunst, des Conseil supérieur de la propriété littéraire et artistique. Im Februar 2009 wurde sie Vizepräsidentin der französischen Datenschutzbehörde, der Commission Nationale de l’Informatique et des Libertés (CNIL), deren Präsidentin sie 2011 wurde. Im Februar 2014 wurde sie für eine Periode von weiteren fünf Jahren erneut gewählt. Im gleichen Jahr wurde sie zur Präsidentin der Artikel-29-Datenschutzgruppe der Europäischen Union gewählt.
Falque-Pierrotin ist mit dem Generaldirektor einer französischen Elektrogroßhandelsfirma, Thierry Falque-Pierrotin, verheiratet.

## Auszeichnungen
- Chevalier des französischen Ordre des Arts et des Lettres
- Chevalier der Ehrenlegion

## Bemerkungen
- 2007 wurde Falque-Pierrotin für die Big Brother Awards vorgeschlagen, weil sie sich entschlossen dagegen gewehrt hatte, den Einsatz von elektronischen Wahlverfahren und besonders im Jahre 2007 von Wahlmaschinen zuzulassen.
- Ebenfalls 2007 ließ sie die Statuten des Forums der Rechte im Internet so ändern, dass die Ämterhäufung als Präsidentin und als Generalbevollmächtigte des Forums statthaft wurde.